# Colegio del Río (Plasencia)
El colegio del Río o colegio de San Fabián es un edificio histórico en ruinas ubicado a las afueras de la ciudad española de Plasencia, en la provincia de Cáceres. Recibe su nombre por ubicarse junto al río Jerte.
Construido en la segunda mitad del siglo XVI, fue durante unos dos siglos un centro de estudios postuniversitarios de pasantía vinculado a la Universidad de Salamanca, especializado en Derecho y Teología. El edificio fue parcialmente destruido en un saqueo durante la Guerra Peninsular y desde entonces permanece abandonado. En 2019, el Ayuntamiento de Plasencia ha iniciado los trámites para adquirir la finca privada en la que se ubican las ruinas, con el objetivo de frenar su deterioro.

## Localización
La finca del colegio se ubica en un paraje rústico a las afueras de la ciudad junto a la orilla meridional del río Jerte, separado del centro de la localidad por el río. Es posible ver las ruinas del colegio desde el paseo fluvial, al cual se accede con facilidad desde el parque del Cachón y el puente peatonal José Neria Manglano, situados ambos inmediatamente al oeste de las ruinas. En la orilla septentrional del río se ubica frente al colegio el extremo suroccidental del parque de la Isla. La parte meridional de las ruinas puede verse desde la Ronda Sur.  En su época, se accedía a este colegio desde la ciudad por una pasarela sobre el río ubicada a la altura de la iglesia de San Juan, que se utilizaba también como entrada a la ciudad desde Malpartida de Plasencia.

## Historia

### Centro universitario (siglos XVI-XVIII)
El colegio del Río fue fundado como centro de estudios postuniversitarios por Fabián de Monroy y Carvajal, canónigo arcediano de Plasencia y Béjar. De origen noble, era hijo de Fernando de Monroy y la Peña, X señor de Valverde de la Vera. Fabián de Monroy vivía en una casa separada de la ciudad por el río Jerte y rodeada de sus propias viñas y jardines y dispuso en su testamento que toda la finca se destinase a la construcción de un colegio para pasantes pobres con estatus de cristiano viejo, de los cuales dos tercios serían juristas y un tercio teólogos. Se fija comúnmente en 1578 la fecha de fundación del colegio, por ser el año de fallecimiento de su fundador.
Durante su período de funcionamiento, estuvo fuertemente vinculado a la Universidad de Salamanca: sus alumnos procedían de dicha universidad y su normativa se basaba en la de los colegios mayores salmantinos, hasta el punto de exigir estatutos de limpieza de sangre. Como en un colegio mayor, en su interior albergaba a los estudiantes, que lo utilizaban al mismo tiempo como alojamiento y lugar de estudio. Contaba con un refectorio donde se comía a las once y se cenaba a las nueve y una capilla con oración diaria obligatoria. El patronazgo correspondía al cabildo, deán y obispo de la diócesis de Plasencia, de cuyo territorio procedía la mayoría de los estudiantes. El símbolo del colegio era la "banda roja de San Cayetano" y su advocación fue la de San Fabián y San Sebastián. El colegio no se utilizaba únicamente como centro de estudio, sino que además fue uno de los primeros centros de teatro en la ciudad.
El colegio logró cierto prestigio en su formación teológica, siendo el lugar donde estudiaron clérigos ilustres como Diego de Arce y Reinoso, obispo de Plasencia que llegó a ser inquisidor general del reino durante casi un cuarto de siglo; Bartolomé de Ocampo y Mata, obispo de Plasencia a finales del siglo XVII que antes había sido letrado de cámara del inquisidor general Arce; y Juan Domingo Manzano Carvajal, obispo de Jaca en el siglo XVIII. El hecho de tener este centro de formación teológica en la ciudad fue uno de los motivos que demoraron notablemente el cumplimiento de la orden dada en el Concilio de Trento de crear en cada diócesis un seminario. Debido a ello, en 1645 se propuso convertir este colegio en el seminario de la ciudad, propuesta que se descartó en años posteriores al construirse un edificio específico para ello.
En el siglo XVIII, el colegio entró en decadencia por motivos económicos: según un documento de 1771, mantener a cada alumno costaba unos tres mil reales al año, mientras que las rentas de aquel año, fuente de financiación fundacional del colegio, eran de poco más de seis mil quinientos. Ante esta situación, en documentos de mediados de siglo se menciona que se propuso el establecimiento aquí de una fábrica textil que habría sido sucursal de la Real Compañía de Comercio y Fábricas de Extremadura de Zarza la Mayor; esta idea se basaba en la escasez de alumnos del colegio, muchos años completamente vacío, pero se retiró debido a que en 1752 un real decreto puso fin a las exenciones a las fábricas textiles. Otro proyecto fallido de cambio de uso aparece en un documento de 1769, cuando se menciona que el edificio se propuso para albergar el hospicio de la ciudad, proyecto que también acabaría retirándose. En la última década del siglo XVIII se intentó sin éxito establecer aquí, destinando a ello las rentas del colegio, una manufactura real de lanas.

### Abandono del edificio
Se desconoce en qué momento exacto se abandonó completamente el colegio, aunque probablemente su cierre fue ocurriendo de forma progresiva a lo largo del siglo XVIII y hasta principios del siglo XIX. El cierre se produjo por las limitaciones económicas y por las frecuentes enfermedades que padecían los jóvenes como consecuencia de la humedad procedente del río. En la Guerra Peninsular, el edificio fue saqueado por los invasores franceses, iniciándose la ruina de la estructura; sin embargo, la ruina no fue total, pues se usó como lazareto durante una epidemia de fiebre amarilla que se produjo entre 1818 y 1821, obligándose a hacer cuarentena aquí a quienes pretendían entrar en la ciudad sin mercancías. En el Trienio Liberal fue desamortizado, heredando el seminario su símbolo histórico de la "banda roja de San Cayetano". Los documentos del colegio fueron inicialmente trasladados al convento de San Vicente Ferrer; sin embargo, tras el cierre de este convento como colegio en 1834, los documentos también terminaron formando parte de la biblioteca del seminario.
Tras la destrucción del edificio, esta zona de la ciudad quedó en el siglo XIX como un mero paraje rústico junto al río, sin apenas más uso que los agrícolas propios de una ribera fluvial. El diccionario de Madoz, de mediados del siglo XIX, señala que el edificio estaba en estado de completo abandono, con una parte desplomada y el resto amenazando ruina. Sin embargo, en el siglo XX comenzaron a darse nuevos usos a la zona: en la década de 1940, unos empresarios catalanes establecieron junto a las ruinas un lavadero de lanas que, si bien solamente funcionó durante unos años, dejó junto al colegio una gran chimenea industrial de ladrillo con base hexagonal y desarrollo circular. Posteriormente se añadieron en los alrededores varias casas de campo con piscina y el parque del Cachón.

## Estado actual
El edificio, que se halla en un avanzado estado de ruina dentro de un terreno privado, está protegido como monumento de relevancia local por el Plan General Municipal de Plasencia, en cuyo catálogo de bienes protegidos se propone su "rehabilitación y puesta en valor". Las ruinas consisten fundamentalmente en restos de muros del antiguo edificio formando un conjunto incompleto y sin cubierta, dentro del cual es especialmente conocida una estructura de aspecto renacentista con cuatro arcos de medio punto, de los cuales dos se hallan en la planta superior sobre los otros dos. El lavadero de lanas añadido en la década de 1940, junto con su chimenea, también está protegido por el Plan General Municipal como edificio industrial histórico.
En febrero de 2019, el Ayuntamiento de Plasencia comunicó por primera vez su intención de adquirir la finca para frenar el deterioro de las ruinas y aprovechar el espacio no construido para crear nuevos aparcamientos en la zona. Esta idea se había propuesto en 2013, al analizarse las necesidades de aparcamiento durante la elaboración del actual Plan General Municipal. Los propietarios han aceptado permutar la finca por terrenos municipales, aunque a fecha de marzo de 2019 estaban pendientes de determinarse los terrenos concretos para cerrar el acuerdo.